# Индийско-сейшельские отношения
Индийско-сейшельские отношения — двусторонние дипломатические отношения между Индией и Сейшельскими Островами. Государства являются членами Организации Объединённых Наций, Содружества наций, Международного валютного фонда (МВФ) и Всемирного банка (ВБ).
Индия имеет Высокую комиссию в Виктории, а у Сейшельских Островов есть Высокая комиссия в Нью-Дели.

## История

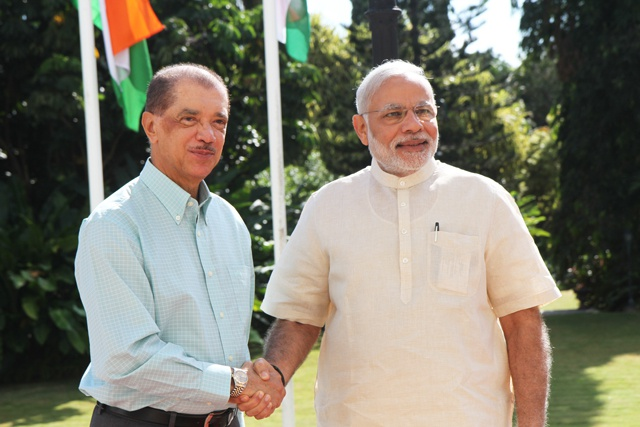
Президент Сейшельских Островов Джеймс Аликс Мишель на встрече с премьер-министром Индии Нарендрой Моди

В 1976 году были установлены дипломатические отношения между государствами, после обретения Сейшельскими Островами независимости. Верховный комиссар Индии находится в Виктории с 1987 года, а Сейшельские Острова открыли своё постоянное представительство в Нью-Дели в 2008 году. Отношения между двумя странами были на высоком уровне, осуществлялись регулярные визиты руководства. Премьер-министр Индии Индира Ганди и президенты Рамасвами Венкатараман и Пратибха Патил посещали Сейшельские Острова, а президенты Сейшельских Островов Франс-Альбер Рене, Джеймс Аликс Мишель и Дэнни Фор совершали государственные визиты в Индию. Между государствами налажено обширное сотрудничество, которое охватывает множество секторов, включая: оборону, культуру, торговлю и техническое сотрудничество. По данным Министерства иностранных дел правительства Индии, отношения между государствами характеризуются «тесной дружбой, взаимопониманием и сотрудничеством», в то время как Сейшельские Острова называют себя «оплотом Индии в Индийском океане».
В международных отношениях Сейшельские Острова максимизируют выгоды, которые они получают от Индии и Китая, используя соперничество этих двух стран в отношении стратегического водного пути, на котором находятся Сейшельские Острова:{{{1}}}.

## Экономическое сотрудничество
В 2010—2011 годах объём товарооборота между государствами составил сумму 40 миллионов долларов США, при этом торговый баланс в значительной степени был в пользу Индии. Туризм, рыболовство, разведка нефти, связь и информационные технологии, компьютерное образование и фармацевтика были определены как области экономического сотрудничества между двумя странами. В 2010 году Индия и Сейшельские Острова подписали двустороннее соглашение о поощрении инвестиций, а в 2012 году, во время визита президента Пратибхи Патилы на Сейшельские Острова, Индия расширила кредитную линию на 50 миллионов долларов США и предоставила грант на 25 миллионов долларов США. Среди компаний частного сектора Индии крупная телекоммуникационная компания Airtel Africa имеет значительное присутствие на Сейшельских Островах, приобретя Telecom Seychelles и участвуя в проекте подводного коммуникационного кабеля в Восточной Африке.

## Оборонное сотрудничество

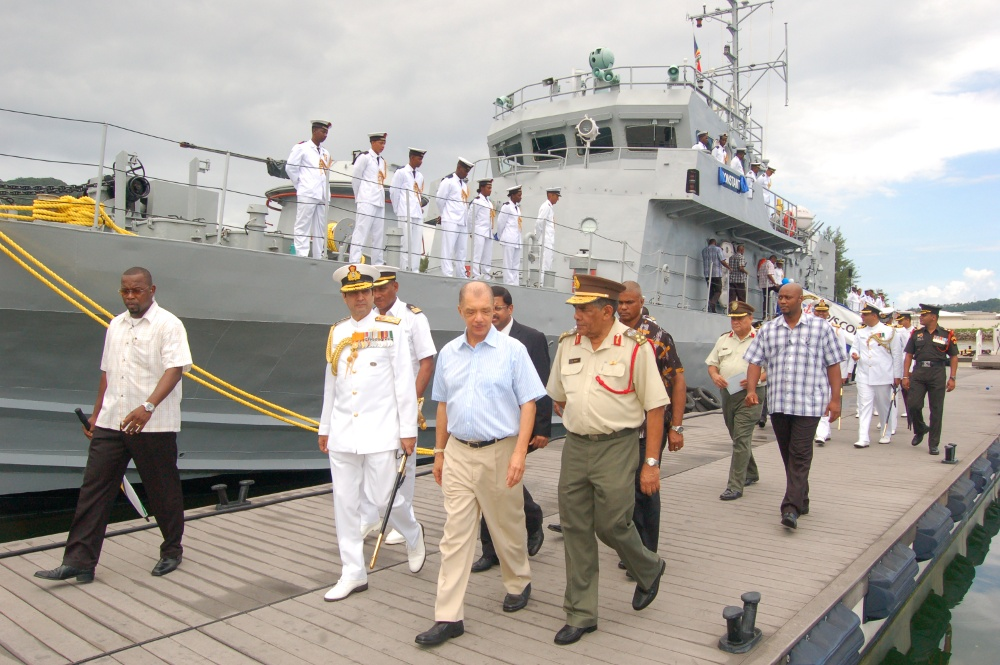
Адмирал Робин Дхован и президент Сейшельских Островов Джеймс Аликс Мишель на церемонии передачи корабля PS Constant ВМС Индии для Сейшел 7 ноября 2014 года.

Между государствами налажены тесные связи в сфере обороны. Сейшельские Острова имеют стратегическое значение для Индии, поскольку расположены недалеко от мировых путей судоходства и торговли и являются важной базой в борьбе с морским терроризмом и пиратством в регионе Индийского океана. В июне 1986 года ВМС Индии разместили INS Vindhyagiri (F42) в сейшельском порту Виктория, чтобы предотвратить попытку государственного переворота против президента Франс-Альбера Рене, предпринятую министром обороны Берлуи в рамках операции «Цветы цветут». Индия помогла предотвратить новую попытку государственного переворота, предпринятую Берлуи в сентябре 1986 года, когда премьер-министр Индии Раджив Ганди одолжил президенту Франс-Альберу Рене свой самолет, чтобы тот мог улететь с международной встречи в Хараре на Сейшельские Острова. Сообщается, что президент  Франс-Альбер Рене укрылся в резиденции Верховного комиссара Индии в Мале.
В 2009 году Индия по просьбе Сейшельских Островов направила к ним военно-морские корабли для патрулирования исключительной экономической зоны и защиты от пиратства. Индия предоставила Сейшельским Островам финансовые средства и технику, такую как: Dornier Do 228 и Sud-Aviation Alouette III, для укрепления обороны, а также направила офицеров вооружённых сил на Сейшельские Острова и помогла в наращивании потенциала вооружённых сил этого государства.
Различные корабли ВМС Индии посетили Сейшельские Острова в рамках антипиратского развертывания и защиты исключительной экономической зоны, в том числе: PS Topaz в феврале 2005 года, INS Sukanya (P50) в марте 2011 года, INS Shardul (2004) с 4 по 6 июня 2011 года и с 17 по 19 Июнь 2011 года, INS Sarvekshak (J22), посетивший Викторию 7 ноября 2011 года и проведший гидрографическое исследование Альдабры.
Правительство Сейшельских Островов сдало остров Ассампшен в аренду ВМС Индии для строительства там оперативной базы. Индийская армия помогла отремонтировать аэродром, в то время как военно-морской флот получил разрешение от правительства Сейшельских Островов на строительство нового глубоководного порта путем выемки песка для него вместо использования уже существующего разрушенного старого причала. Жители Ассампшен были переселены на другой остров с помощью правительства Индии. Советник по морской безопасности Сейшельских Островов является офицером индийского военно-морского флота.
В июне 2018 года премьер-министр Нарендра Моди объявил, что Индия предоставляет Сейшельским Островам кредит в размере 100 миллионов долларов США на развитие оборонного потенциала.

## Техническое сотрудничество
С начала 1980-х годов Индия работает с правительством Сейшельских Островов над развитием человеческих ресурсов и наращиванием потенциала в рамках Индийской программы технического и экономического сотрудничества. Индия является направлением медицинского туризма для сейшельцев, и правительство Сейшельских Островов сотрудничает с больницами MIOT и медицинской миссией в Ченнаи для оказания медицинской помощи своим гражданам. Государства также работают в области защиты окружающей среды и возобновляемых источников энергии, а Индия собирается создать кластер солнечной энергии на Сейшельских Островах. Сейшельские Острова также позиционируют себя как туристическое направление в Индии, хотя в 2010 году число индийских туристов составило всего 8200 человек.